# Shellback
Karl Johan Schuster plus connu sous le pseudonyme Shellback, né le 1er février 1985, est un auteur, producteur de musique et musicien suédois. Avec Max Martin, il a coécrit des chansons pour la chanteuse américaine Pink (So What et Raise Your Glass), pour Britney Spears (If U Seek Amy et 3), pour le chanteur Usher (DJ Got Us Fallin' in Love), pour Adam Lambert (Whataya Want from Me), pour Avril Lavigne (What the Hell), pour Taylor Swift (We Are Never Ever Getting Back Together),Christina Aguilera (Your Body) ou encore pour le groupe britannique Muse en 2018 avec le morceau Get Up and Fight.

## Production
| Titre                                   | Année | Album                                        | Auteur-compositeur | Producteur |
| --------------------------------------- | ----- | -------------------------------------------- | ------------------ | ---------- |
| If U Seek Amy                           | 2008  | Britney Spears – Circus                      | ✔️                 | ✔️         |
| I'm Gone I'm Going                      | 2008  | Lesley Roy – Unbeautiful                     | ✔️                 | ✔️         |
| Boring                                  | 2008  | Pink – Funhouse                              | ✔️                 | ✔️         |
| It's All Your Fault                     | 2008  | Pink – Funhouse                              | ✔️                 | ✔️         |
| So What                                 | 2008  | Pink – Funhouse                              | ✔️                 | ✔️         |
| Oxygen                                  | 2009  | Living Things – Habeas Corpus                | ✔️                 | ✔️         |
| Bigger                                  | 2009  | Backstreet Boys – This Is Us                 | ✔️                 | ✔️         |
| 3                                       | 2009  | Britney Spears – The Singles Collection      | ✔️                 | ✔️         |
| Quitter                                 | 2009  | Carrie Underwood – Play On                   | ✔️                 | ✔️         |
| Friday I'll Be Over U                   | 2009  | Allison Iraheta – Just Like You              | ✔️                 | ✔️         |
| Just Like You                           | 2009  | Allison Iraheta – Just Like You              | ✔️                 | ✔️         |
| Outta My Head                           | 2009  | Leona Lewis – Echo                           | ✔️                 | ✔️         |
| Naked                                   | 2009  | Leona Lewis – Echo                           | ✔️                 | ✔️         |
| Whataya Want from Me                    | 2009  | Adam Lambert – For Your Entertainment        | ✔️                 | ✔️         |
| If I Had You                            | 2009  | Adam Lambert – For Your Entertainment        | ✔️                 | ✔️         |
| Kiss n Tell                             | 2010  | Kesha – Animal                               | ✔️                 | ✔️         |
| Hungover                                | 2010  | Kesha – Animal                               | ✔️                 | ✔️         |
| Party at a Rich Dude's House            | 2010  | Kesha – Animal                               | ✔️                 | ✔️         |
| Dinosaur                                | 2010  | Kesha – Animal                               | ✔️                 | ✔️         |
| DJ Got Us Fallin' in Love               | 2010  | Usher – Versus                               | ✔️                 | ✔️         |
| Raise Your Glass                        | 2010  | Pink – Greatest Hits... So Far!!!            | ✔️                 | ✔️         |
| Fuckin' Perfect                         | 2010  | Pink – Greatest Hits... So Far!!!            | ✔️                 | ✔️         |
| Time Machine                            | 2010  | Robyn – Body Talk                            | ✔️                 | ✔️         |
| Can't Find Entrance                     | 2011  | Those Dancing Days – Daydreams & Nightmares  | ✔️                 | ✔️         |
| Loser Like Me                           | 2011  | Glee cast – Glee: The Music, Volume 5        | ✔️                 | ✔️         |
| Dancing Crazy                           | 2011  | Miranda Cosgrove – High Maintenance          | ✔️                 | ✔️         |
| I'll Survive You                        | 2011  | BC Jean - Single                             | ✔️                 | ✔️         |
| Back 2 Life                             | 2011  | E-Type - Single                              | ✔️                 | ✔️         |
| What the Hell                           | 2011  | Avril Lavigne – Goodbye Lullaby              | ✔️                 | ✔️         |
| Wish You Were Here                      | 2011  | Avril Lavigne – Goodbye Lullaby              | ✔️                 | ✔️         |
| Smile                                   | 2011  | Avril Lavigne – Goodbye Lullaby              | ✔️                 | ✔️         |
| I Love You                              | 2011  | Avril Lavigne – Goodbye Lullaby              | ✔️                 | ✔️         |
| I Wanna Go                              | 2011  | Britney Spears – Femme Fatale                | ✔️                 | ✔️         |
| Criminal                                | 2011  | Britney Spears – Femme Fatale                | ✔️                 | ✔️         |
| Up n' Down                              | 2011  | Britney Spears – Femme Fatale                | ✔️                 | ✔️         |
| Light Up the World                      | 2011  | Glee cast – Glee: The Music, Volume 6        | ✔️                 | ✔️         |
| Moves Like Jagger                       | 2011  | Maroon 5 - Hands All Over                    | ✔️                 | ✔️         |
| Beggin' on Your Knees                   | 2011  | Victorious cast – Victorious Cast Soundtrack | ✔️                 | ✔️         |
| No More Secrets                         | 2011  | Carolina Liar – Wild Blessed Freedom         | ✔️                 | ✔️         |
| Me and You                              | 2011  | Carolina Liar – Wild Blessed Freedom         | ✔️                 | ✔️         |
| Beautiful People                        | 2011  | Carolina Liar – Wild Blessed Freedom         | ✔️                 | ✔️         |
| King Of Broken Hearts                   | 2011  | Carolina Liar – Wild Blessed Freedom         | ✔️                 | ✔️         |
| Salvation                               | 2011  | Carolina Liar – Wild Blessed Freedom         | ✔️                 | ✔️         |
| All That Comes Out of My Mouth          | 2011  | Carolina Liar – Wild Blessed Freedom         | ✔️                 | ✔️         |
| Want U Back                             | 2011  | Cher Lloyd – Sticks + Stones                 | ✔️                 | ✔️         |
| With Ur Love                            | 2011  | Cher Lloyd – Sticks + Stones                 | ✔️                 | ✔️         |
| Beautiful People                        | 2011  | Cher Lloyd – Sticks + Stones                 | ✔️                 | ✔️         |
| She Doesn't Mind                        | 2011  | Sean Paul – Tomahawk Technique               | ✔️                 | ✔️         |
| Payphone                                | 2012  | Maroon 5 – Overexposed                       | ✔️                 | ✔️         |
| One More Night                          | 2012  | Maroon 5 – Overexposed                       | ✔️                 | ✔️         |
| Doin' Dirt                              | 2012  | Maroon 5 – Overexposed                       | ✔️                 | ✔️         |
| Scream                                  | 2012  | Usher – Looking for Myself                   | ✔️                 | ✔️         |
| I'm In Love                             | 2012  | Ola Svensson – Single                        | ✔️                 | ✔️         |
| We Are Never Ever Getting Back Together | 2012  | Taylor Swift – Red                           | ✔️                 | ✔️         |
| "I Knew You Were Trouble."              | 2012  | Taylor Swift – Red                           | ✔️                 | ✔️         |
| "22"                                    | 2012  | Taylor Swift – Red                           | ✔️                 | ✔️         |
| "Slut Like You                          | 2012  | P!nk – The Truth About Love                  | ✔️                 | ✔️         |
| Your Body                               | 2012  | Christina Aguilera – Lotus                   | ✔️                 | ✔️         |
| "Let There Be Love"                     | 2012  | Christina Aguilera – Lotus                   | ✔️                 | ✔️         |
| "Kiss You"                              | 2012  | One Direction – Take Me Home                 | ✔️                 | ✔️         |
| Heart Attack                            | 2012  | One Direction – Take Me Home                 | ✔️                 | ✔️         |
| Nobody Compares                         | 2012  | One Direction – Take Me Home                 | ✔️                 | ✔️         |
| All That Matters (The Beautiful Life)   | 2012  | Kesha – Warrior                              | ✔️                 | ✔️         |
| Get Up and Fight                        | 2018  | Muse                                         | ✔️                 | ✔️         |
| (Hey Why) Miss You Sometime             | 2019  | P!nk - Hurts 2B Human                        | ✔️                 | ✔️         |

### Billboard Hot 100
Les singles ci-dessous ont atteint le top 10 du Billboard Hot 100.
Singles numéro un
- So What
- 3
- Raise Your Glass
- Moves Like Jagger
- We Are Never Ever Getting Back Together
- One More Night

Chanson ayant atteint le top 10
- Whataya Want From Me
- DJ Got Us Fallin' In Love
- Fuckin' Perfect
- Loser Like Me
- I Wanna Go
- Payphone
- Scream
- I Knew You Were Trouble